# Jasper Oostland

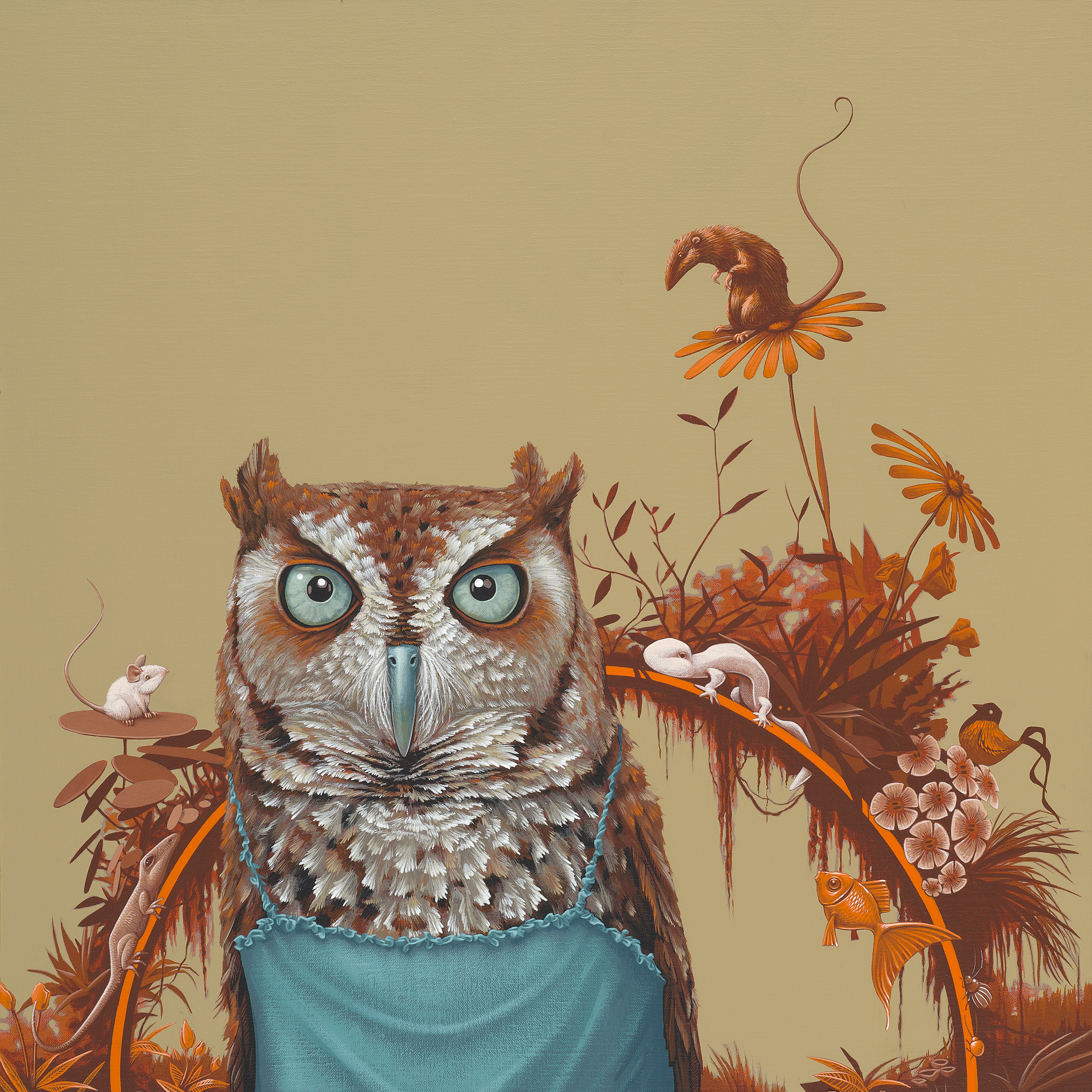
Northern Screech Owl

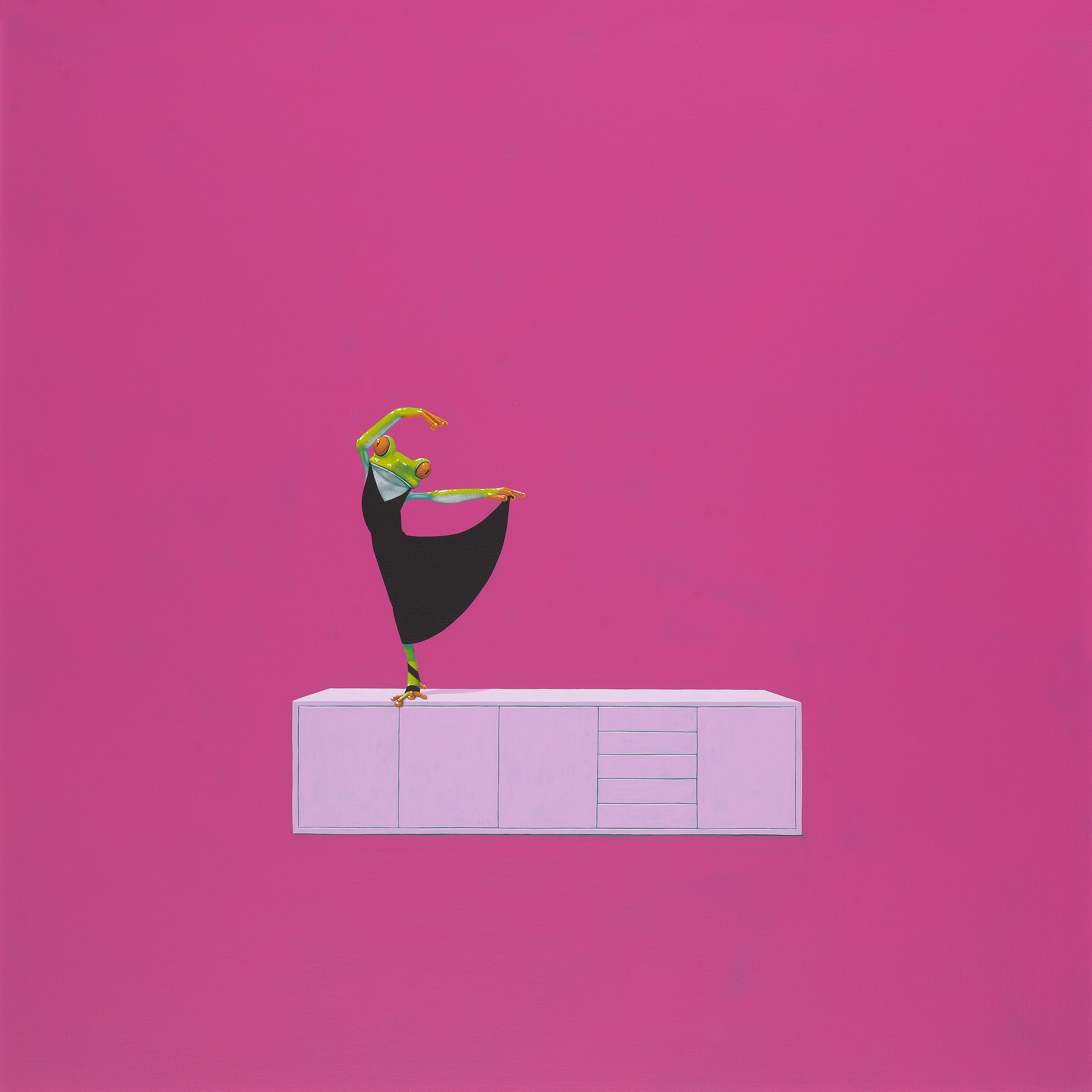
Witte kast

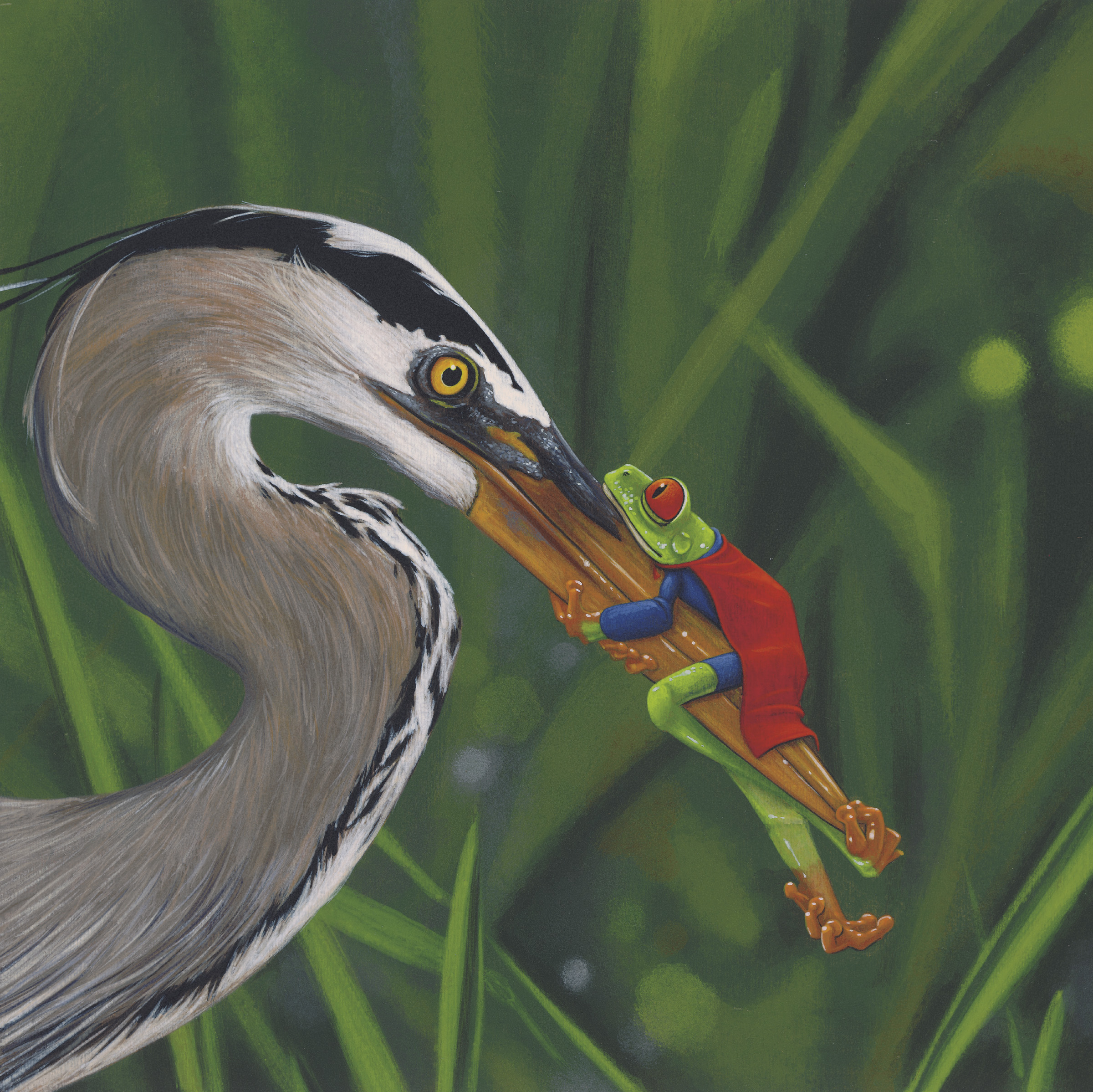
Reiger

Jasper Oostland (19 juni 1976) is een Nederlands kunstenaar.
Oostland werd geboren in Groningen. Hij begon in 1994 met zijn studie aan de Academie Minerva, waar hij de studierichting illustratie volgde. Tijdens deze vijf jaren veranderde zijn werk van een stripachtige stijl naar een meer realistische stijl. Oostland studeerde af met een expositie van kleine, precies geschilderde schilderijtjes van kikkers in menselijke situaties.
Oostland bouwt zijn schilderijen op met heel veel transparante laagjes verf. Hij schildert met acryl op papier bij voorkeur in 30×30 cm, een formaat dat uitnodigt tot het maken van combinaties of mozaïeken. Hij werkt ook op grotere formaten. Sinds zijn eindexamen (1999) aan de Academie Minerva laat hij veel werk in een grotere oplage reproduceren in gicléetechniek of als dubbele kaart.